# Gastón Lezcano
Gastón Adrián Lezcano (* 21. November 1986 in San Nicolás de los Arroyos) ist ein argentinischer Fußballspieler. Der rechte Außenstürmer gewann zwei chilenische Meisterschaften.

## Karriere
Gastón Lezcano begann seine Karriere 2005 bei General Lamadrid in Buenos Aires, durchlief die Jugendmannschaften und spielte für die Reservemannschaft. Zu dieser Zeit wurde er an Cañuelas verliehen, wo er in drei Spielen ohne Torerfolg blieb. Danach wurde er an Barracas Central verliehen, wo er in zwei Spielen drei Tore erzielte. Im Jahr 2008 kehrte er zu General Lamadrid zurück und gewann 2011 die Primera-C-Meisterschaft, wobei er als Torschützenkönig des Teams die Aufmerksamkeit mehrerer Vereine auf sich zog. Im zweiten Halbjahr 2011 wechselte er nach Chile zu Santiago Morning, wo er in zwölf Spielen zwei Tore erzielte. Im Jahr 2012 zog er nach Paraguay zu CA 3 de Febrero weiter, wo er in 20 Spielen elf Tore schoss und Torschützenkönig seines Teams wurde. Im Jahr 2013 kehrte er nach Chile zurück und spielte für den CD Cobreloa, wo er in der Copa Sudamericana 2013 überzeugte und gegen Peñarol in Uruguay ein Tor erzielte. Anfang 2014 wechselte Lezcano zum amtierenden Meister CD O’Higgins, wo er unter Eduardo Berizzo debütierte, in der Copa Libertadores spielte und die Supercopa de Chile gewann. Im Jahr 2017 wechselte er nach Mexiko zu Atlético Morelia, zunächst kam er auf Leihbasis und wurde dann fest vom Klub verpflichtet.
Im Jahr 2020 wechselte er zum chilenischen Verein Universidad Católica, mit dem er zahlreiche Titel gewann, darunter die Meisterschaften 2020 und 2021. Nach zwei erfolgreichen Jahren bei Universidad Católica wechselte er 2022 zum CD Cobresal. Im Januar 2024 gab Lezcano seinen Wechsel zum CD Magallanes bekannt.

## Erfolge
O’Higgins
- Chilenischer Supercup-Sieger: 2014

Universidad Católica
- Chilenischer Meister: 2020, 2021
- Chilenischer Supercup-Sieger: 2020, 2021